# Deáki Dóra
Deáki Dóra (Győr, 1991. április 11. –) magyar kézilabdázó.

## Pályafutása

### Klubcsapatai
Deáki Dóra a Győri ETO ifjúsági csapataiban sajátította el a játék alapjait, majd 2007-ben a felnőtt csapatban is bemutatkozhatott. Az ETO-val három bajnoki címet, három kupagyőzelmet ünnepelhetett.
2010-ben aláírt a Ferencvároshoz. Új csapatával a bajnokságban ezüstérmes, illetve bronzérmes, majd kétszeres KEK-győztes lett. 2011 januárjában a Siófok elleni mérkőzésen súlyosan megsérült. Mivel elülső keresztszalag-szakadással megműtötték, az idény további részében már nem léphetett pályára.
2013-tól négy szezont töltött a Siófok KC-nál, majd 2017 őszétől az NB1 újoncához, a Kecskeméti NKSE-hez igazolt. 2018-ban felhagyott az élsporttal.

### Válogatott
2009-ben tagja volt a magyarországi junior Európa-bajnokságon ezüstérmes, illetve a 2010-es dél-koreai junior világbajnokságon ötödikként végző válogatottnak is.

## Sikerei
- Nemzeti Bajnokság I:
  - Győztes: 2008, 2009, 2010
  - Ezüstérmes: 2012
  - Bronzérmes: 2011
- Magyar Kupa:
  - Győztes: 2008, 2009, 2010
- Bajnokok Ligája:
  - Ezüstérmes: 2009
  - Elődöntős: 2008, 2010
- EHF-kupagyőztesek Európa-kupája:
  - Győztes: 2011, 2012
- 2009-es női junior kézilabda-Európa-bajnokság:
  - Ezüstérmes: 2009